# Lanigan
Lanigan es un pueblo canadiense situado en la provincia de Saskatchewan.

## Superficie
Lanigan tiene una superficie de 8,14 km².

## Demografía
En 2021, tenía 1433 habitantes, una densidad poblacional de 176,1 hab./km², y 651 viviendas.